# 제320사단 (일본군)
제320사단은(일본어: 第320師団 다이산햐쿠니쥬시단[*])은 태평양 전쟁 말기에 일본 제국 육군의 제3차 병비 계획에 따라 급조된 연안배비사단이다. 

## 역사
연안배비사단 중에서 몰락 작전의 대응책인 결7호 작전에 따라 일본 열도가 아닌, 한반도에 배치되었다. 제17방면군 소속부대로서 처음에는 경성부에서 편성을 시작하였으나, 7월 25일에 대구에서 마쳤고, 책임지역을 경성에서 대구까지 지정받았다. 8월 9일에 소련의 대일참전으로 만주 전략공세작전이 일어나자, 이에 대비하여 원산으로 재배치명령을 받고 보병 제362연대를 함흥에 두고 사단은 이동하던 중에 1945년 8월 15일 일본의 항복에 의해 도달하지 못하였다.

## 지휘부
- 사단장: 중장 八隅錦三郎 야스미 긴자부로(일본어판) [*]; 1945년 6월 1일 ~ 종전[1]
- 참모장: 중좌 石橋松茂 이시바시 마쓰시게[*]; 1945년 6월 1일 ~ 종전[2]
- 참모: 소좌 本川家喜少佐 모토카와 이에키[*]

## 부대
- 보병 제361연대: 연대장 대좌 高原秀信 타카하라 히데노부[*]
- 보병 제362연대: 연대장 중좌 野坂忠良 노사카 타다요시[*]
- 보병 제363연대: 연대장 중좌 古池清一 코이케 세이이치[*]
- 사단 분진포대
- 사단 공병대
- 사단 통신대
- 사단 치중병중대
- 사단 야전병원

## 참고

### 인용
1. ↑  外山操 1981, 317-318쪽.
2. ↑  外山操 1987, 1230쪽.

### 자료
- 外山操 (1987).  森松俊夫, 편집. 《帝国陸軍編制総覧》 (일본어). 芙蓉書房.
- 外山操 (1981). 《陸海軍将官人事総覧 陸軍篇》 (일본어). 芙蓉書房.